# Halme nidus
Halme nidus är en svampdjursart. Halme nidus ingår i släktet Halme och familjen Microcionidae. Inga underarter finns listade i Catalogue of Life.